# Piam admodum
Piam admodum е була на римския папа Александър ІII, издадена през 1178/1180 г., с която се призовава Ордена на хоспиталиерите независимо от ангажираността си във военните действия в Светите земи, да не забравя и основната си функция – грижата и закрилата на бедните.
Под ръководството на новия Велик магистър на ордена – Роже дьо Мулен (1177 – 1187), орденът се оказва дотолкова активно въвлечен във военните действия в Светите земи, че това принуждава папа Александър III да издаде булата „Piam admodum“ (датирана между 1178 и 1180 г.), с която се призовава брат Роже и членовете на ордена, да се хващат за оръжията само когато е налице общ призив за защита на отечеството, или за „обсада крепостите на неверниците под знака на кръста“, така че „грижата за бедните да не се намалява по никакъв начин“. Папската була не остава без последствия и през 1181 година Генералният капитул на ордена приема нов устав, в който са отчетени и препоръките на Светия отец.